# Der Baum, der Bürgermeister und die Mediathek oder Die 7 Zufälle
Der Baum, der Bürgermeister und die Mediathek oder Die 7 Zufälle (zumeist kurz: Der Baum, der Bürgermeister und die Mediathek, französisch: L’Arbre, le Maire et la Médiathèque) ist ein Spielfilm des französischen Filmemachers Éric Rohmer aus dem Jahr 1993. Ein Bürgermeister aus der französischen Provinz plant in seinem Dorf den Bau einer modernen Mediathek. Dabei steht ihm eine alte Weide im Weg, für deren Erhalt ein Lehrer kämpft.

## Handlung
Der Film ist in sieben Kapitel gegliedert. Sie werden eingeleitet durch eine Szene, in der der Dorfschullehrer Marc Rossignol seiner Klasse Bedingungssätze erklärt. Die Kapitel tragen die Titel
1. Hätte die Regierungspartei vor den Regionalwahlen von 92 nicht an Popularität verloren…
2. Hätte sich Julien nach der Wahlniederlage nicht in die Buchautorin Berenice Beaurivage verliebt…
3. Hätte die Trauerweide der Gemeinde kein so stolzes Alter erreicht…
4. Hätte die Redakteurin Blandine Lenoir beim Aufnehmen der Radiosendung auf France Culture nicht aus Versehen ihren Anrufbeantworter ausgeschaltet…
5. Wäre Blandine während der Fertigstellung des Magazins nicht von der UNICEF nach Somalia geschickt worden…
6. Hätte Vega, die Tochter des Bürgermeisters, ihren Ball nicht Zoe, der Tochter des Lehrers, in den Weg geworfen…
7. Hätte ein übereifriger Beamter die Dinge nicht so eng gesehen…

Julien Dechaumes, Bürgermeister des kleinen Dorfes Saint-Juire-Champgillon in der Vendée, ist Mitglied der herrschenden Sozialistischen Partei, die nach den Regionalwahlen 1992 Stimmen eingebüßt hat. Vor diesem Hintergrund gelang es Dechaumes, vom Kultusministerium einen Zuschuss für ein Prestigeprojekt zu erhalten, eine moderne Mediathek, mit der er die Attraktivität seines Dorfes zu erhöhen erhofft. Seine Geliebte, die Schriftstellerin Berenice Beaurivage, ist eine überzeugte Pariserin, die der Monotonie des Landlebens nichts abgewinnen kann. Dorfschullehrer Rossignol bekämpft erbittert die Pläne des modernen Bauwerks, von dem er seine idyllischen Vorstellungen von dörflicher Abgeschiedenheit bedroht sieht. Als Druckmittel dient ihm eine alte Weide, die für den Bau des Gebäudes gefällt werden müsste.
Von Régis Lebrun-Blondet, Chefredakteur der linksgerichteten Monatszeitschrift Après-Demain und Schwager seiner Cousine, erhofft sich Dechaumes Unterstützung für seine Pläne. Die bei seinem Besuch zufällig anwesende Redakteurin Blandine Lenoir fühlt sich vom Enthusiasmus des Bürgermeisters angesteckt und will eine ausführliche Reportage schreiben. Sie befragt die Dorfbewohner zu ihrem Leben und dem Bauvorhaben, so auch den Lehrer Rossignol, der sich als einziger vehement gegen die Veränderungen ausspricht. Als sie ein Auftrag der UNICEF kurzfristig nach Somalia abberuft, wird ihre Reportage entgegen ihrer Absicht gekürzt und der rebellische Lehrer in den Mittelpunkt gestellt. Nach einer zufälligen Begegnung der Töchter von Bürgermeister und Lehrer diskutiert Zoe Rossignol mit Dechaumes und überzeugt diesen, auch an Grünflächen zur Erholung zu denken. Zum Erliegen kommt das Projekt jedoch, als ein Pariser Bürokrat Nachbesserungen beim Grundwasserschutz einfordert, die den Rahmen der bewilligten Kredite übersteigen.
Am Ende singen Lehrer, Bürgermeister und Schriftstellerin eine Hymne auf das Landleben. Der Lehrer sieht die Zukunft nicht in neuen Bauten, sondern in Umweltschutz und der Sanierung von Altbauten, in denen man moderne Einrichtungen unterbringen könne. Der Bürgermeister propagiert das Home Office, mit dem Arbeitnehmer in Zukunft von zu Hause arbeiten und somit dauerhaft in einer ländlichen Umgebung leben können. Die Schriftstellerin besingt, dass man Städte dann nur noch in der Freizeit zur Zerstreuung besuchen werde. Alle sind sich einig, dass hierin die Lösung für die neue Generation liegt.

## Hintergrund
In Rohmers Œuvre nimmt Der Baum, der Bürgermeister und die Mediathek eine Sonderstellung ein. Nicht nur, dass er außerhalb der üblichen Filmzyklen entstand, ist er auch der einzige Film, in dem sich Rohmer ganz direkt mit dem aktuellen Zeitgeschehen und insbesondere der Politik auseinandersetzt. Die Themen, die er aufgreift, sind die Beziehung zwischen Stadt und Land, insbesondere die zunehmende Stadtflucht, in der mehr und mehr Städter aufs Land zogen, und ihre Auswirkung auf die Dorfgemeinschaft, der Umweltschutz sowie Exzesse der sozialistischen Kulturpolitik unter Jack Lang. Tatsächlich gehörte zu dieser ein Netz von Mediatheken, mit denen das gesamte Land beglückt werden sollte. So waren zum Zeitpunkt der Entstehung des Films mehrere umstrittene Bauvorhaben solcher Mediatheken in den Schlagzeilen, namentlich in Quimper und Saint-Romain-au-Mont-d’Or. Die zentralistische Kulturpolitik verknüpfte sich hier mit einer wachsenden dezentralistischen Macht von Lokalpolitikern, die teilweise überambitionierte und verschwenderische Prestigeprojekte verfolgten. Zudem warf die Parlamentswahl in Frankreich 1993 ihre Schatten voraus und ließ insbesondere die Sozialistische Partei den Verlust ihrer Regierung befürchten, was zu verzweifelten Stimmgewinnungsversuchen führte.

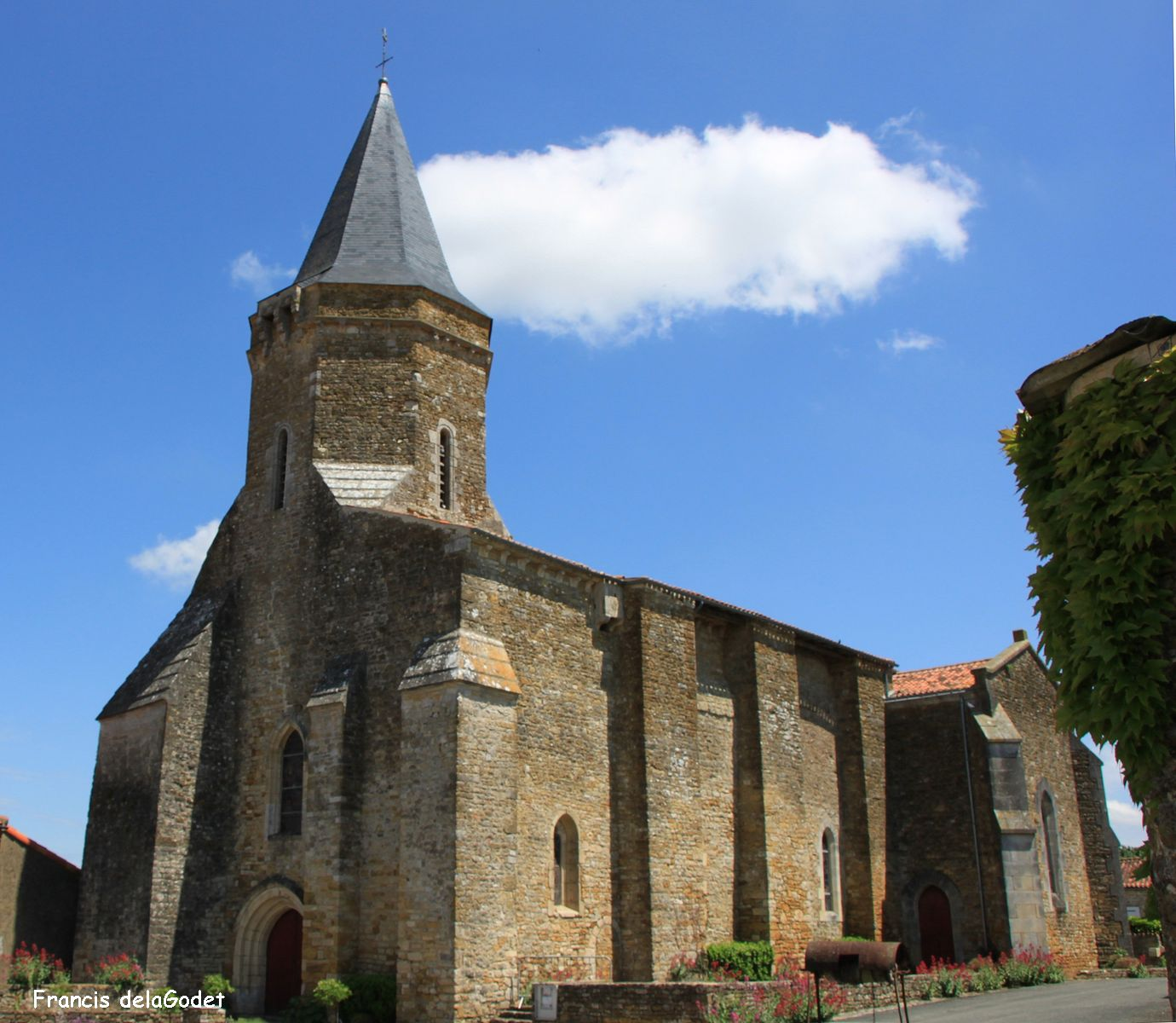
Kirche Saint-Georges in Saint-Juire-Champgillon

Den Handlungsort für seine politische Satire fand Rohmer in dem kleinen Dorf Saint-Juire-Champgillon in der Vendée. Arielle Dombasle, der Rohmer von seinen Plänen berichtet hatte, schickte ihm Fotos, die Christian Louboutin angefertigt hatte, der wiederum mit dem Bürgermeister des Dorfes Bruno Chambelland befreundet war. Beide waren auch mit Pascal Greggory bekannt, der wie Dombasle und Fabrice Luchini zu Rohmers Stammdarstellern gehörte und Chambelland von den Filmplänen überzeugte. Auch der echte Bürgermeister hatte für sein Dorf große Pläne, so Designerstraßenlampen von Garouste, wenn sie auch weit entfernt von der aberwitzigen Mediathek mit Schwimmbad und Open-Air-Bühne waren. Diese ließ Rohmer von dem Architekten Michel Jaouën entwerfen, der im Film ein Modell präsentiert. Auch andere Rollen besetzte Rohmer mit Bekannten ohne schauspielerische Ausbildung, so dem Fotografen François-Marie Banier und dem Schriftsteller Jean Parvulesco, die in der Pariser Brasserie Lipp eine politische Diskussion führen. Die Interviews der Journalistin wurden mit echten Dorfbewohnern gedreht. Den titelgebenden Baum fand Rohmer in einer Silber-Weide in Saint-Juire, die durch den Film zu einer kurzzeitigen Sehenswürdigkeit wurde, aber im April 1994 von einem Sturm gefällt wurde.
Einen ersten Handlungsentwurf stellte Rohmer Ende 1991 fertig. Die Dreharbeiten erstreckten sich über 32 Drehtage zwischen März und September 1992 und fanden ausschließlich an Wochenenden und in den Ferien statt. Einige Szenen entstanden in Paris, die Modellpräsentation in Jaouëns Architekturbüro in Cergy. Der überwiegende Teil wurde aber in Saint-Juire gedreht, wo das Filmteam im schlossartigen Anwesen des Bürgermeisters untergebracht war. Wie üblich drehte Rohmer mit einem sehr kleinen Team, darunter der Toningenieur Pascal Ribier und die Produzentin Françoise Etchegaray, die auch eine kleine Rolle übernahm. Rohmer wollte wieder mit der Kamerafrau Sophie Maintigneux zusammenarbeiten, die bereits die stark vom Improvisation geprägten Filme Das grüne Leuchten und Vier Abenteuer von Reinette und Mirabelle gefilmt hatte, doch diese war der wenig professionellen Drehbedingungen Rohmers und seines bevorzugten 16-mm-Films überdrüssig geworden, so dass Rohmer in Diane Baratier, der Tochter von Jacques Baratier, die zuvor lediglich einen Werbefilm gedreht hatte, einen Ersatz fand. Das abschließende Chanson Nous vivrons tous à la campagne („Wir werden alle auf dem Land leben“) schrieb Rohmer mit seiner Filmeditorin Mary Stephen unter dem gemeinsamen Pseudonym Sébastien Erms, dessen Zuname sich aus ihren Initialen zusammensetzt.
Rohmers Minimalismus erwies sich auch beim Marketing des Films. Der Baum, der Bürgermeister und die Mediathek wurde in Paris lediglich in einem Kino gezeigt, dem Cinéma Saint-Germain-des-Prés. Es gab eine einzige, kurzfristig anberaumte Pressevorführung. Ansonsten setzte Rohmer völlig auf sein Konzept der „Antiwerbung“, das in einer werbeüberfluteten Zeit gerade durch das Fehlen jeder Werbung Aufmerksamkeit erregte. Die Uraufführung war am 12. Februar 1993. In Deutschland wurde der Film erstmals am 11. Februar 1994 im Rahmen der Berlinale gezeigt.

## Rezeption
Trotz des geringen Marketings war Der Baum, der Bürgermeister und die Mediathek ein Erfolg an den Kinokassen. Das Pariser Kino zählte in acht Wochen 48.000 Zuschauer. Die Vorstellungen waren häufig ausverkauft und Besucher mussten abgewiesen werden. Insgesamt erreichte der Film in Frankreich 177.000 Zuschauer, davon 70.000 in Paris. Mit Einnahmen von 3 Millionen Francs spielte der Film rund das Doppelte seiner geringen Produktionskosten ein.
Auch die Kritik war überwiegend positiv. Cahiers du Cinema titelte „Rohmer, der Zauberer“, und der Film landete bei einer Leserwahl unter den zehn besten Filmen des Jahres. Jean Collet beschrieb ihn in Etudes als eine Kombination des „Wohlgeschmacks einer Fabel und der Distanz eines Moralisten“, dargeboten mit einer „gelassenen Gutherzigkeit“. Freddy Buache schrieb in der Gazette de Lausanne: „Ein Film, der mit sehr wenigen aber unglaublich gut gemeisterten Mitteln realisiert wurde, der eine seltene Freiheit und Lebhaftigkeit zeigt, überströmend mit Intelligenz und Humor“.
Für Joan Dupont in der International Herald Tribune rezitierten die Schauspieler „gewichtige Argumente, als ob sie eine leichte Oper aufführen würden“. Wichtig sei nicht, wer gewinne, sondern die „berauschende Debatte“ an sich, „eine bissige Kritik an Politikern“ mit ihren Konzepten von Stadtplanung, Architektur und Ökologie. Stephen Holden fragte in der New York Times, wer außer Rohmer auf die Idee käme, einen ganzen Film der Debatte über ein dörfliches Kulturzentrum zu widmen. Das „hohe Niveau des intellektuellen Diskurses“, selbst dann, wenn ein Kind rede, sei etwas, was amerikanischen Filmen zumeist fehle.
Der Filmdienst urteilte: „Ein dialoglastiger Film, in dem Rohmer sich den Niederungen der Tagespolitik zuwendet. Die bewußt naive Haltung des Films, der dem Zufall huldigt, mindert ein wenig den Eindruck abgefilmter Lippenbekenntnisse: Die auftretenden Personen haben kaum etwas zu sagen, sondern fungieren als Sprachrohre verschiedener Interessengruppen.“